# Yed Prior
Yed Prior (Delta del Serpentari / δ Ophiuchi) és un estel a la constel·lació del Serpentari, el portador de la serp, de magnitud aparent +2,73. El nom de Yed Prior té un origen mixt. La paraula Yed procedeix de l'àrab «mà», i la paraula Prior prové del llatí «davant», ja que precedeix a Yed Posterior (ε Ophiuchi) en el seu moviment a través del cel. Amb aquesta última forma una doble òptica, si bé els dos estels no estan relacionats físicament, estant Yed Prior situat a 170 anys llum del sistema solar mentre que Yed Posterior s'hi troba a 108 anys llum.
Yed Prior és un gegant vermell de tipus espectral M0.5III —en l'extrem més calent dels gegantes vermelles— amb una temperatura efectiva de 3.800 K. El seu radi és 58 vegades més gran que el radi solar i la seva lluminositat, incloent la radiació infraroja emesa, és 630 vegades major que la solar. Elements químics com a ferro i nitrogen són molt més abundants en Yed Prior que en el Sol; el contingut del primer és doble que en el Sol, mentre que el contingut del segon gairebé triplica al trobat en el nostre estel, resultat de processos nuclears interns.